# Марьино-Николаевка
Ма́рьино-Никола́евка — село Тербунского района Липецкой области. Центр Кургано-Головинского сельского поселения.
Расположено севернее районного центра посёлка Тербуны, в 1,5 км западнее автомобильной трассы Тербуны — Долгоруково.
До первой половины XX века село носило название Никола́евка. После строительства железнодорожной станции Тербуны в селе недолгое время располагались постоялые дворы.

## Население
| 2009 | 2010 |
| ---- | ---- |
| 797  | ↘713 |